# Hanns Jelinek
Hanns Jelinek (ur. 5 grudnia 1901 w Wiedniu, zm. 27 stycznia 1969 tamże) – austriacki kompozytor i teoretyk muzyki.

## Życiorys
W dzieciństwie uczył się gry na skrzypcach i fortepianie, w zakresie kompozycji pozostał w dużej mierze samoukiem. Na przełomie 1918 i 1919 odbył krótki kurs kompozytorski u Arnolda Schönberga, następnie w latach 1920–1922 kształcił się w zakresie kontrapunktu i gry fortepianowej u Franza Schmidta w Konserwatorium Wiedeńskim. Pracował jako pianista w kinach i lokalach rozrywkowych, później pisał także muzykę do filmów niemych i dźwiękowych. Po 1945 roku skupił się na pracy pedagogicznej. W 1948 roku został wykładowcą Konserwatorium Wiedeńskiego, w 1960 roku uzyskał tytuł profesora nadzwyczajnego, a w 1965 roku profesora zwyczajnego. Był propagatorem dodekafonii, wprowadził jej nauczanie na swoim seminarium muzycznym na elementarnym etapie kształcenia muzycznego. W 1952 i 1953 roku prowadził zajęcia na Międzynarodowych Letnich Kursach Nowej Muzyki w Darmstadcie. Opublikował pracę Anleitung zur Zwölftonkomposition (2 tomy, Wiedeń 1952 i 1958).
Otrzymał nagrodę muzyczną miasta Wiednia (1947) i austriacką nagrodę państwową (1967).

## Wybrane kompozycje
(na podstawie materiałów źródłowych)

### Utwory orkiestrowe
- 6 symfonii (I D-dur 1926–1930 zrewid. 1940 i 1945–1946, II „Sinfonia ritmica” na jazzband i orkiestrę 1929 zrewid. 1949, III „Heitere Symphonie” na instrumenty dęte blaszane i orkiestrę 1930–1931, IV „Sinfonia concertante” na kwartet smyczkowy i orkiestrę 1931 zrewid. 1953, V „Symphonie brevis” 1950, VI „Sinfonia concertante” 1943 zrewid. 1957)
- Praeludium, Passacaglia und Fuge na flet, klarnet, fagot, róg i smyczki (1922)
- Sinfonia ritmica na jazzband i orkiestrę (1928, zrewid. 1960)
- Rather Fast na jazzband i orkiestrę (1929)
- Suita na smyczki (1931)
- Concertino na kwartet smyczkowy i orkiestrę smyczkową (1951)
- Phantasie na klarnet, fortepian i orkiestrę (1951)
- Preludio solenne (1956)
- Rai buba na fortepian i orkiestrę (1956–1961)
- Perergon a małą orkiestrę (1957)

### Utwory kameralne
- 6 Aphorismen na 2 klarnety i fagot (1923–1930)
- Suita na wiolonczelę (1930)
- 2 kwartety smyczkowe (I 1931, II 1935)
- Das Zwölftonwerk (I na fortepian 1947–1949, II na różne instrumenty 1950–1952)
- 3 Blue Sketches na 9 solistów jazzowych (1956)
- Sonata na skrzypce solo (1956)
- Ollapotrida na flet i gitarę (1957)
- 2 Blue O’s na 7 wykonawców jazzowych (1959)
- 10 Zahme Xenien na skrzypce i fortepian (1960)

### Utwory fortepianowe
- 4 Structuren (1952)
- Zwölftonfibel (1953–1954)

### Utwory wokalno-instrumentalne
- Prometheus na baryton i orkiestrę (1936)
- Die Heimkehr na solistów, chór, orkiestrę i taśmę (1954)
- Unterwegs na sopran, wibrafon i kontrabas (1957)
- Begegnung na chór i orkiestrę (1965)

### Operetka
- Bubi Caligula (1947)